# Tithi Bhattacharya
Tithi Bhattacharya (Siliguri, India, 1971) es una historiadora, profesora de historia de Asia del sur en la Universidad Purdue. Es una feminista marxista destacada y una de las organizadoras de la huelga internacional de mujeres del 8 de marzo de 2017. Bhattacharya es portavoz de la campaña Boicot, Desinversiones y Sanciones (BDS) a favor de los derechos humanos del pueblo palestino.

## Obras
- Sentinels of Culture: Class, Education and the Colonial Intellectual in Bengal, Oxford University Press, 2005.[3]
- Social Reproduction Theory: Remapping Class, Recentring Oppression, Pluto Press, 2017, Teoria de la reproducció social. Ressituant la classe. Recentrant l'opressió, traducció de Marta Pera, Tigre de Paper Edicions, 2019.[4][5]
- Feminisme per al 99%, coautora con Cinzia Arruzza y Nancy Fraser, Tigre de Paper Edicions, 2019.[6]